# Sarremezan
Sarremezan is een gemeente in het Franse departement Haute-Garonne (regio Occitanie) en telt 93 inwoners (2009). De plaats maakt deel uit van het arrondissement Saint-Gaudens.

## Geografie
De oppervlakte van Sarremezan bedraagt 4,3 km², de bevolkingsdichtheid is dus 21,6 inwoners per km².

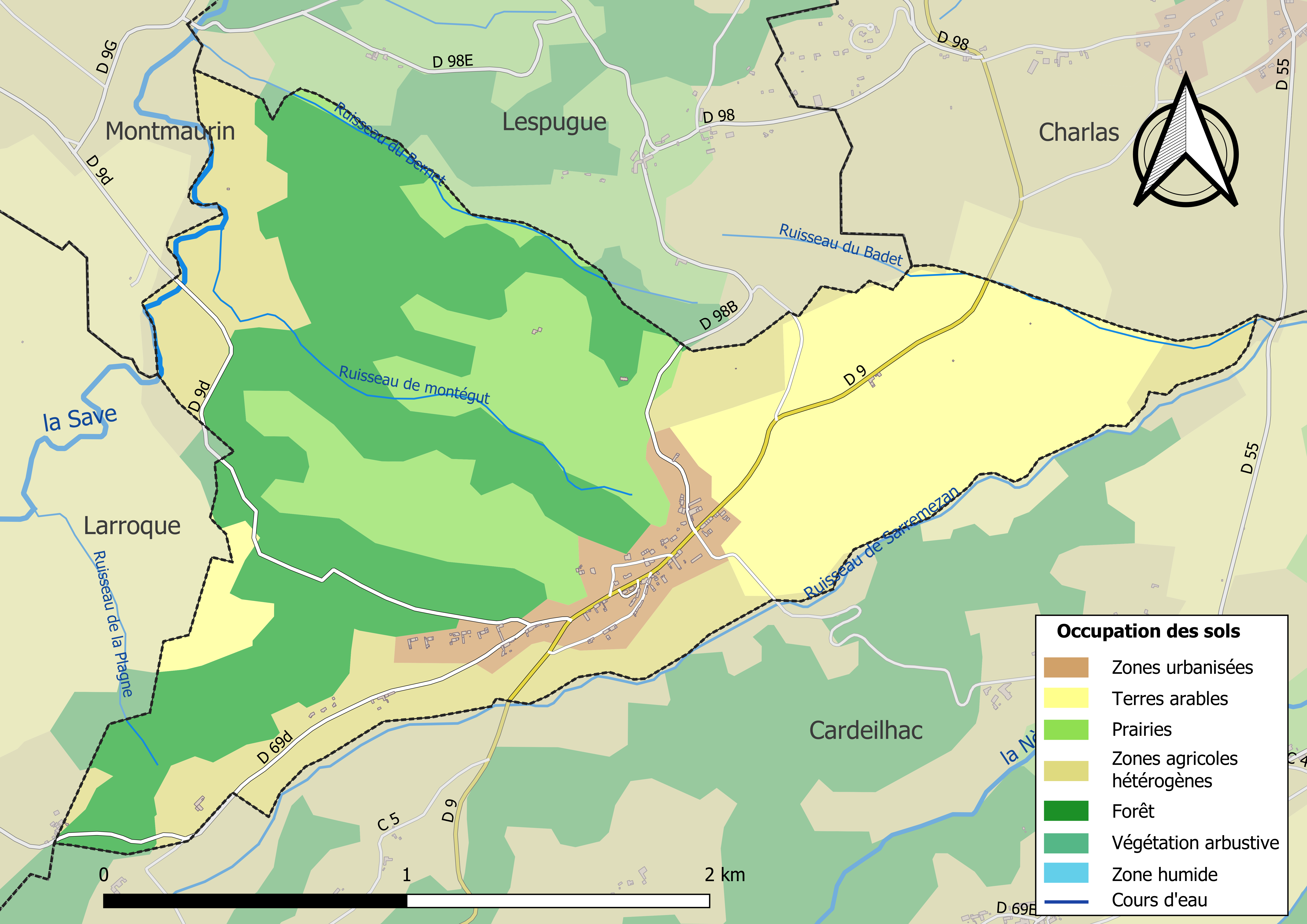
Kaart van de gemeente met de belangrijkste infrastructuur,bodemgebruik en omliggende gemeenten

## Demografie
Onderstaande figuur toont het verloop van het inwonertal (bron: INSEE-tellingen).